# Argiope anasuja
Argiope anasuja es una especie de arañas araneomorfas de la familia Araneidae.

## Localización
Esta especie se distribuyen desde Pakistán a las Islas Maldivas.